# Тозинги
Тозингите (на италиански: Tosinghi) или Дела Тоза (Della Tosa) са една от най-важните флорентински семейства в началото на XIII и XIV век, когато триумфират в споровете между Белите и Черните гвелфи.

## История
Изглежда, че фамилното име произхожда от Мона Тоза де Виздомини – жена с такава добродетел, че да даде името на своите потомци. В Песен XV на „Рай“ Данте пък посочва Чангела де Тозинги като пример за морален разпад, дължащ се на нейното скандално вдовство. 
Между XII и XIII век семейството има един от най-красивите дворци във Флоренция – в двора, който по-късно става площад „Дела Фонте“ в Гетото на Флоренция. Дворецът е разрушен през 1248 г. Въпреки това все още има спомен за него в посвещението на ул. „Тозинги“ в центъра на Флоренция. 
Семейството е на страната на гвелфите. То се съюзява със сем. Донати и успява да прогони първо гибелините, а след това и Белите гвелфи, в променливите събития между 1260 и 1302 г., които формират историческия фон на „Божествена комедия“ на Данте. През 1301 г. Лотиери Дела Тоза става епископ на Флоренция. Към Тозингите се присъединява в консорциум (т.е. в социална агрегация, целяща защитата на интересите им) Медичите от клона Бонаджунта чрез брака на Уго ди Бонаджунта де Медичи с Диалта ди Сколайо дела Тоза. Благодарение на този съюз потомците на Бонаджунта и Уго стават едно от най-могъщите семейства черни гвелфи във Флоренция от XIII век, достигайки няколко пъти до най-високите публични постове в Републиката (Гонфалониер на правосъдието веднъж и Приор на изкуствата седем пъти). 
След сблъсъците с Белите гвелфи в този момент градът изглежда умиротворен, но започват да възникват контрасти между лидерите на двете фракции – Росо дела Тоза и Корсо Донати. Донати по-специално се чувства изключен от управлението на града и се съюзява със сем. Кавалканти. Поради този съюз Кавалканти намират къщите си подпалени, причинявайки щети и на много близки къщи. През 1310 г. Донати вече е изгонен от градската управа, дотолкова че започва да търси съюзници сред изгнаниците гибелини. Затова е решено да го убият, както всъщност се случва, а къщите му са разграбени и опожарени (Данте също го споменава в „Чистилище“, Песен XXIV, стих. 79-87). В този момент Тозингите стават абсолютни господари на града и конфликтите постепенно затихват, докато нови семейства придобиват значение.
В началото на 1349 г. Дела Тоза участват в т. нар. „процеси на популярност“, които включват изключването на членове на семейството от магнатските списъци по тяхно искане и предоставянето на статут на обикновени граждани, което е последвано от промяната на името и на герба на жалбоподателите. Този механизъм е въведен със Законите на правосъдието на Втория народ (на итал. Ordinamenti di Giustizia del Secondo Popolo), издадени от гонфалониера Джано дела Бела, целящи политическото отслабване на магнатската класа (аристокрацията) и нейните консорциуми, чрез включване във флорентинското гражданство на представители на тази класа, които са показали лоялност към общинските институции. Няколко представители на Дела Тоза взимат фамилията Саси (Sassi), давайки живот на клона Саси дела Тоза.  Други представители на Дела Тоза следват същата процедура между 1365 и 1370 г., приемайки новото фамилно име Билиджарди (Biligiardi).
Дела Тоза имат свои собствени къщи в сърцето на гетото на Стария пазар (Меркато Векио) на пл. „Дела Фонте“. Те са унищожени по време на възстановяването на Флоренция, започнало през 1888 г. Все пак през 1893 г. на тях е кръстена улица „де' Тозинги“.

## Значими представители
- Чангела дела Тоза
- Росо дела Тоза
- Пино дела Тоза
- Баскиера дела Тоза
- Лотиери дела Тоза
- Мелиорело дела Тоза
- Симон Балди дела Тоза
- Симоне ди Росо дела Тоза
- Роселино дела Тоза
- Одалдо дела Тоза
- Каталано дела Тоза
- Балдо дела Тоза
- Джовани дела Тоза
- Давицо дела Тоза
- Чампи дела Тоза